# Wydział Stosowanych Nauk Społecznych Akademii Pedagogiki Specjalnej im. Marii Grzegorzewskiej w Warszawie
Wydział Stosowanych Nauk Społecznych Akademii Pedagogiki Specjalnej im. Marii Grzegorzewskiej w Warszawie – jeden z dwóch wydziałów Akademii Pedagogiki Specjalnej im. Marii Grzegorzewskiej w Warszawie. Jego siedziba znajduje się przy ul. Szczęśliwickiej 40 w Warszawie.

## Struktura
- Instytut Filozofii i Socjologii
- Instytut Profilaktyki Społecznej i Pracy Socjalnej
- Instytut Psychologii[1]

## Kierunki studiów
- Praca socjalna
- Socjologia
- Psychologia[2]

## Władze
Dziekan: dr hab., prof. APS Irena Jelonkiewicz-Sterianos

Prodziekan ds. studenckich: dr Jowita Bartczak

Prodziekan ds. dydaktyki: dr Agnieszka Bieńkowska